# 소정초등학교
소정초등학교는 대한민국 세종특별자치시가 교육기본법에 따라 설치한 초등학교이다.

## 학교 연혁
- 1937년 3월 15일 소정공립보통학교 개교
- 1949년 12월 31일 소정국민학교 개칭
- 1982년 3월 10일 병설유치원 개원
- 1996년 3월 1일 소정초등학교로 개칭

## 참고 자료
- 소정초등학교 - 한국교육학술정보원 학교알리미